# Amédée Emmanuel François Laharpe
Pour les articles homonymes, voir La Harpe.
Amédée Emmanuel François Laharpe (avant la Révolution « Amédée de la Harpe ») né le 17 septembre 1754 près de Rolle dans le Pays de Vaud, mort au combat le 8 mai 1796, est un patriote et militaire d'origine suisse qui sert comme général dans l'armée d'Italie sous les ordres de Bonaparte.

## Biographie

### Sous l'Ancien Régime et la Révolution
Son père Louis-Philippe de la Harpe demande au Sénat de Berne d'être reconnu comme seigneur de Yens. En 1768, il fait, en compagnie de son cousin Frédéric-César, des études à l'institut fondé par Martin von Planta (de) à Haldenstein où règne l'esprit nouveau. Il sert quelque temps dans un régiment mercenaire en Hollande. De retour au Pays de Vaud, il prend le commandement d'une compagnie de milices. À la suite des événements du 4 août 1789 abolissant en France les privilèges, lui, le seigneur des Uttins, renonce à tous ses droits, à toutes les prestations, et cela sans indemnités. Il est l'un des principaux organisateurs de ces grands banquets de la liberté qui se sont tenus sous divers prétextes pour contourner l'interdiction de débats publics promulguée par Berne. Le 14 juillet 1791 il préside le Banquet de Rolle, où les participants fêtent la prise de la Bastille. Cela déplait à Berne qui envoie 4 000 hommes dans le Pays de Vaud. Amédée de la Harpe s'enfuit alors et s'engage dans l'armée française.

### Carrière militaire et mort
Élu lieutenant-colonel en second du 4e bataillon de volontaires de Seine-et-Oise le 19 octobre 1791, il est condamné par contumace à la peine de mort par Leurs Excellences de Berne, en 1792, qui confisquent ses biens. 
Au siège de Toulon il prend le fort Pharon qui oblige la ville à capituler. Il est promu chef de brigade le 17 décembre 1793. Le 20 décembre 1793 il est nommé général de brigade. Le 16 août 1795, il passe général de division et fait la campagne d'Italie sous les ordres de Bonaparte. Il meurt le 10 mai 1796, à Codogno en Lombardie, tué par méprise dans l'obscurité, au sein même de son escorte, par les troupes françaises.
« Ce général était Suisse. Sa haine contre le gouvernement de Berne lui ayant attiré des persécutions, il s'était réfugié en France. C'était un officier d'une bravoure distinguée. Grenadier par la taille et par le cœur ; conduisant avec intelligence ses troupes dont il était fort aimé, quoique d'un caractère inquiet. »

« La République perd un homme qui lui était très-attaché ; l'armée un de ses meilleurs généraux, et tous les soldats un camarade aussi intrépide que sévère pour la discipline. »

— Dépêche de Napoléon Bonaparte au Directoire
Son cousin Frédéric-César de La Harpe obtient, grâce au gouvernement français, l'annulation de sa condamnation à mort et sa réhabilitation par les autorités de Berne, mais ses propriétés ont été vendues et sa veuve et ses six enfants restent démunis.

## Famille
- Le cousin Frédéric-César de La Harpe, patriote vaudois et précepteur du tsar Alexandre Ier de Russie.

## Pièce commémoratives
- Son nom est inscrit sur l'Arc de Triomphe de l'Étoile à Paris.
- Son buste se trouve à Versailles dans la salle des maréchaux.